# لحن برودواي (فلم)
لحن برودواي (بالإنجليزية: The Broadway Melody) هو فيلم تم إنتاجه في الولايات المتحدة وصدر في سنة 1929. أول فيلم ناطق يحصل على جائزة أوسكار أفضل فيلم.

## ترشيحات وجوائز
| السنة | الحدث  | الفئة     | النتيجة  |
| ----- | ------ | --------- | -------- |
|       | أوسكار | أفضل فيلم | فـــــوز |

## الميزانية والإيرادات
حقق أرباحا تقدر بـ 3 ملايين دولار.

## وصلات خارجية
- مقالات تستعمل روابط فنية بلا صلة مع ويكي بيانات